# دبوسي أليف السورغم
دبوسي أليف السورغم (الاسم العلمي: Claviceps sorghicola) هو نوع من الفطريات يتبع جنس الدبوسي من الفصيلة الدبوسية.